# Břežany (Boemia centrale)
Břežany è un comune della Repubblica Ceca facente parte del distretto di Rakovník, in Boemia Centrale.